# Tanga
|  | Per a altres significats, vegeu «Tanga (desambiguació)». |

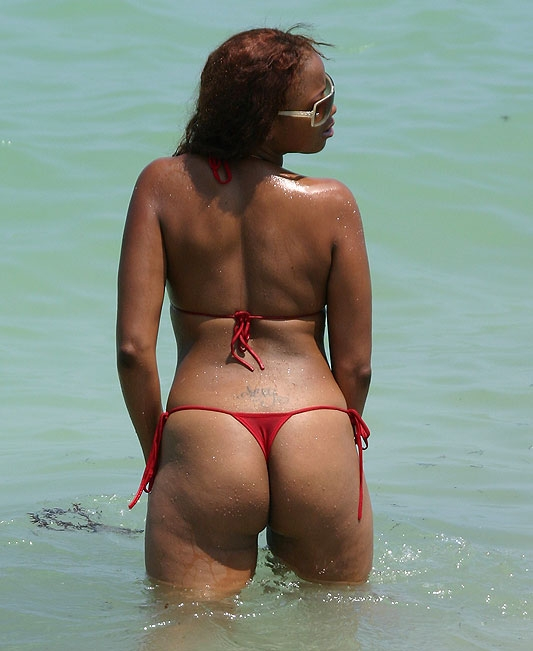
Una dona amb un tanga

Un tanga és una peça de roba interior que cobreix mínimament la part frontal del pubis deixant al descobert les natges.
Consisteix en un triangle de roba o teixit que es perllonga amb una cinta per cadascun dels tres vèrtexs, fins a coincidir en un punt que en posar-se'l se situa a l'acabament de la columna vertebral.
Alguns models incorporen un altre petit triangle que està situat en la part del darrere just al capdamunt de les natges.

## Història

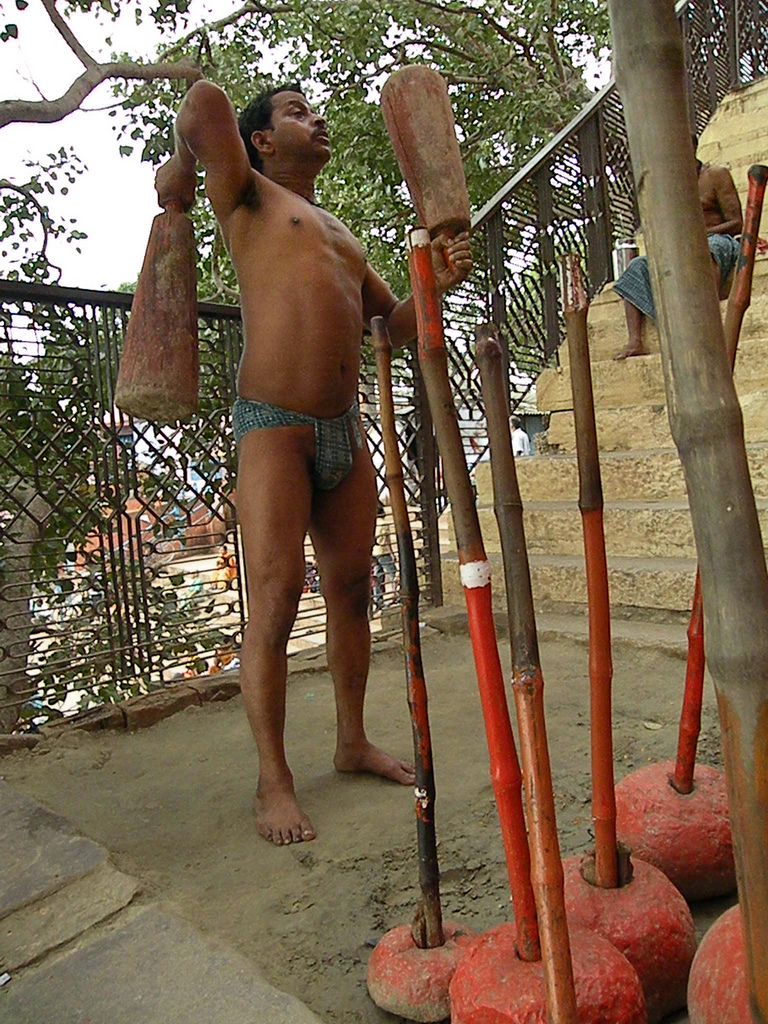
Tapall primitiu

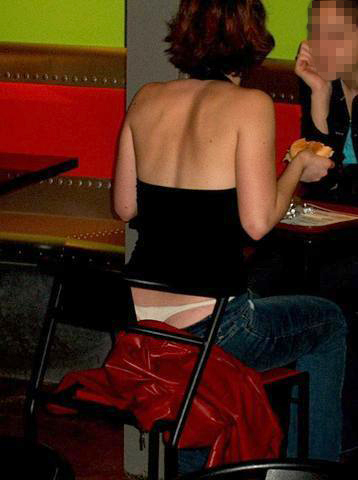
Exposició d'una tanga per sobre dels pantalons

Tipus de peces similars al que avui coneixem com a tanga s'han utilitzat de segles ençà, i encara avui s'utilitzen, per part de diferents tribus del continent africà i de la selva amazònica per tal de cobrir i protegir els òrgans sexuals d'ambdós sexes. Llavors són coneguts com a tapalls.
El tanga, com el seu probable antecessor el tapall, es creu que és una de les formes més antigues de la roba humana i també es creu que han estat usats en la seva majoria o exclusivament per homes. Es creu que la tanga probablement es va desenvolupar originalment per protegir, recolzar o amagar els genitals masculins. El mantell és probablement la forma més antiga de roba utilitzada per la humanitat, ja que es va originar en els climes més càlids de l’Àfrica subsahariana, on la roba es portava per primera vegada fa gairebé 75.000 anys. Molts pobles tribals, com alguns dels khoisans del sud d'Àfrica, van portar tanga durant molts segles. Igual que el fundoshi japonès, aquestes primeres peces es van fer tenint en compte els genitals masculins.

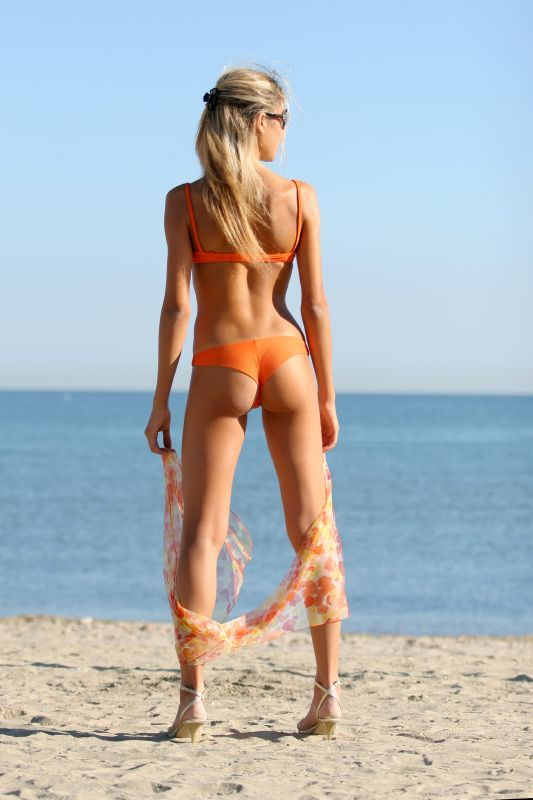
"brasiliana".

Segons alguns historiadors de la moda, la primera aparició pública de la tanga als Estats Units va ser a la Fira Mundial de Nova York del 1939. Això va resultar de que Fiorello LaGuardia, l'alcalde de Nova York, va ordenar als ballarins nus de la ciutat que es cobrissin. El bikini original de Jacques Heim i Louis Réard de 1946 (que va introduir el terme bikini) tenia una culotte amb una tanga. El dissenyador de moda Rudi Gernreich, que a mitjan anys seixanta va crear el primer banyador en topless, que va anomenar monokini, se li atribueix la introducció del modern tanga el 1974 quan va dissenyar un bikini de tanga en resposta a la prohibició de prendre el sol nu per part de l'Ajuntament de Los Angeles.
Les actituds cap a l’ús de g-strings varien geogràficament i segons les societats, com és habitual amb la roba molt reveladora. Abans de la seva entrada a la moda tradicional, les cordes t eren usades principalment per ballarins exòtics. Al món occidental modern, les cordes t es comercialitzen més comunament a les dones, però són usades per ambdós sexes. Durant la dècada de 1980, estrelles del pop com Cher i Madonna portaven tanga a l'escenari. A finals dels anys vuitanta, l'estil (per a dones) s’havia obert camí a la major part del món occidental; la roba interior de tanga es va fer més popular a través de la dècada de 1990 a causa de programes de televisió com: Baywatch, on es registraven nombroses dones amb banyadors de tanga.
Als anys noranta, la tanga va començar a guanyar més popularitat als Estats Units com a roba interior (i, en menor mesura, com a roba de bany), sobretot amb dones, però també amb homes. Als Estats Units i Europa, el fet de portar tanga per part dels homes es limitava principalment al cinturó de ball, a la bossa de posicionament per als culturistes i al regne dels strippers masculins. Les corretges per a homes ja són més àmpliament disponibles i es porten habitualment com a roba interior o de bany del dia a dia, amb grans minoristes com Kmart i marques de moda populars com Calvin Klein que venen corretges per a home. Les corretges no es comercialitzen tant als homes com a les dones; no obstant això, a Europa, les tangues han estat habituals durant molts anys, tant com a roba interior com a roba de bany.
A la dècada de 2000, algunes persones portaven tanga amb hipsters de tall baix i els van exposar deliberadament sobre la part superior dels pantalons, produint un efecte popularment conegut com a cua de balena. Això va donar lloc a molts dissenys de tanga destinats a portar-se d'aquesta manera, que estaven adornats amb joies i motius a la part posterior. A principis de la dècada de 2000, les corretges representaven el 31% del mercat de la roba interior per a dones. No obstant això, a finals de la dècada de 2000, l'exposició d'una tanga per sobre dels pantalons es va fer menys popular i la tendència es va orientar cap al port de tanga de muntar inferior que gairebé no es mostra per sobre dels pantalons, excepte quan es doblega o es torça.
Les investigacions de mercat realitzades el 2011 van situar el nombre de dones franceses que porten tanga com a estil de roba interior preferida en un 25%, un 5% menys que el 2008. El 2016, les vendes de tanga al Regne Unit disminuïen amb Marks & Spencer, un important minorista de roba interior de llenceria britànica, que va informar que representaven menys del 10% de les calces venudes. Existeixen moltes raons per les quals la gent pot optar per portar roba interior de bany o roba de bany, com ara la prevenció de les línies de calces visibles, prevenció de la roba interior "pujant", de manera que no cal tirar-se de la roba interior en públic, comoditat i consciència de moda la sensació de ser més adult, i minimitzar les línies de bronzejat.

## Tipus

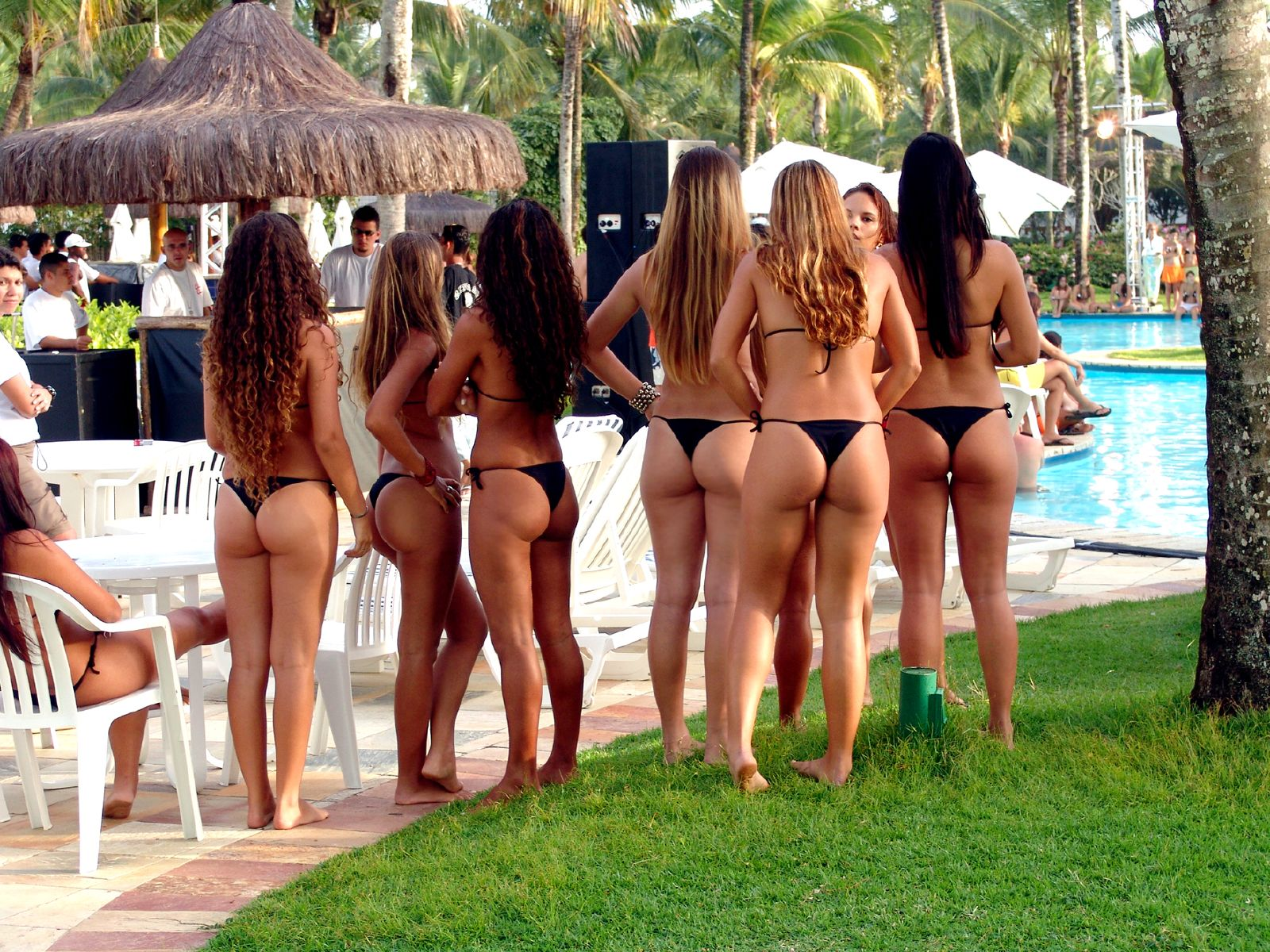
Un grup de dones joves amb tanga

El string (o tanguita) es destria del tanga pel fil (o peça) de la part posterior que és més ample en aquest i cobreix una part de les natges (sovint hom el confon amb l'eslip brasiler que ofereix una simetria de les peces de davant i de darrere, tant és així que hom té treballs per a distingir-ne el sentit d'inserció. A més, l'eslip brasiler cobreix més les natges que un tanga, però menys que unes calces. Tanmateix, basta d'uns pocs moviments perquè aquest darrer també s'endinsi en els glutis.
Segons el model, el tanga és més o menys obert en les cuixes i el pubis, i la banda que envolta els malucs pot ser de mida variable. Quan la banda és ampla i descendeix relativament baix en les natges, se'n diu shorty string, essent una mena de Mini short. Aquest tipus de roba interior sovint requereix de procedir a una depilació adaptada del pèl púbic, aquests pèls essent reduïts generalment a una banda o un petit triangle dit en anglès trim.
El tanga va començar a ser utilitzat al món occidental a les platges brasileres i a mesura que s'ha avançat en l'alliberament dels costums i la llibertat sexual ha anat guanyant terreny i s'ha introduït en tot el món occidental.
En el decurs de la dècada del 2000, la proliferació del tanga com a peça interior de consum ha estat meteòrica i ha esdevingut un element destacat dins el fetitxisme sexual. Malgrat ser d'ús majoritàriament femení s'ha incorporat també al vestuari masculí.
Les darreres tendències de la moda jovenívola femenina han donat en els darrers anys encara més protagonisme al tanga, fins al punt de deixar-lo a la vista per la part posterior del cos aprofitant l'aparició dels pantalons de cintura baixa.
Vulgarment, en català se l'anomena "trinxes", "xapapets" o "esqueixapets".
El mot prové de la llengua tupí, segons el "diccionario de la Real Academia Española (RAE)".

## Controvèrsia
A mesura que els cordons passen entre les natges i, en les dones, poden estar en estret contacte amb l’anus i els llavis vaginals, s’ha plantejat la preocupació de que es puguin humitejar i actuïn com a conducte per a la transferència de gèrmens, augmentant la probabilitat que l’usuari pugui desenvolupar infeccions a les vies urinàries, com ara cistitis. No obstant això, la investigació suggereix que el fet de portar roba interior de tanga no té un efecte estadísticament significatiu en l’aparició de vaginosi bacteriana o candidiasi.
El 2002, una vicerectora de secundària de San Diego, Califòrnia, va revisar físicament fins a 100 peces de roba interior d’estudiants quan entraven a ballar a l'escola, amb o sense el permís de l'estudiant, provocant un rebombori entre els estudiants i alguns pares i provocant una investigació de l'escola sobre la conducta del vicerector. En la seva defensa, la vicerectora va dir que els controls eren per a la seguretat dels estudiants i no específicament pel fet de portar tanga.
La venda de tangues per a noies de 10 a 16 anys per part del minorista nord-americà Abercrombie & Fitch va provocar una campanya de correu electrònic i telèfon contra l'empresa. El minorista britànic Argos va ser criticat per vendre cordes G per a nenes de nou anys i un professor de l'escola primària a Gran Bretanya va expressar la seva preocupació perquè les alumnes de 10 a 11 anys portessin roba interior de tanga a l'escola.
Els banyadors tipus tanga estan prohibits o desaconsellats en alguns llocs, inclosos la majoria de països musulmans. Les zones dels Estats Units inclouen ubicacions com Myrtle Beach, Carolina del Sud i Kure Beach, Carolina del Nord.